# Hemileius calcaratus
Hemileius calcaratus är en kvalsterart som först beskrevs av Sandór Mahunka 1984.  Hemileius calcaratus ingår i släktet Hemileius och familjen Hemileiidae. Inga underarter finns listade i Catalogue of Life.